# Coleophora granulatella
Coleophora granulatella là một loài bướm đêm thuộc họ Coleophoridae. Nó được tìm thấy ở hầu hết châu Âu.
Sải cánh dài 11–13 mm.
Ấu trùng ăn Artemisia campestris. Chúng ăn lá nơi chúng làm tổ.

## Hình ảnh

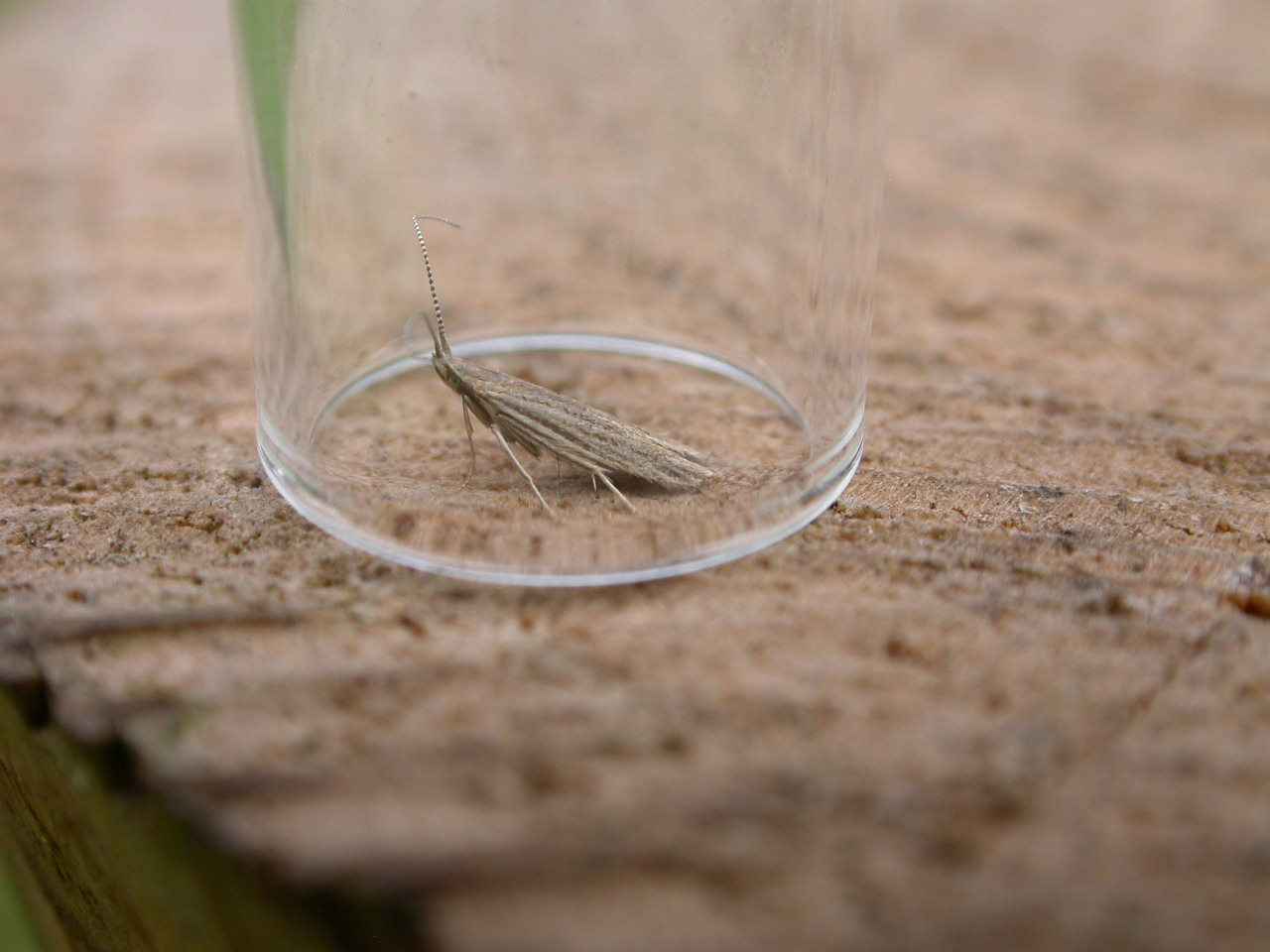
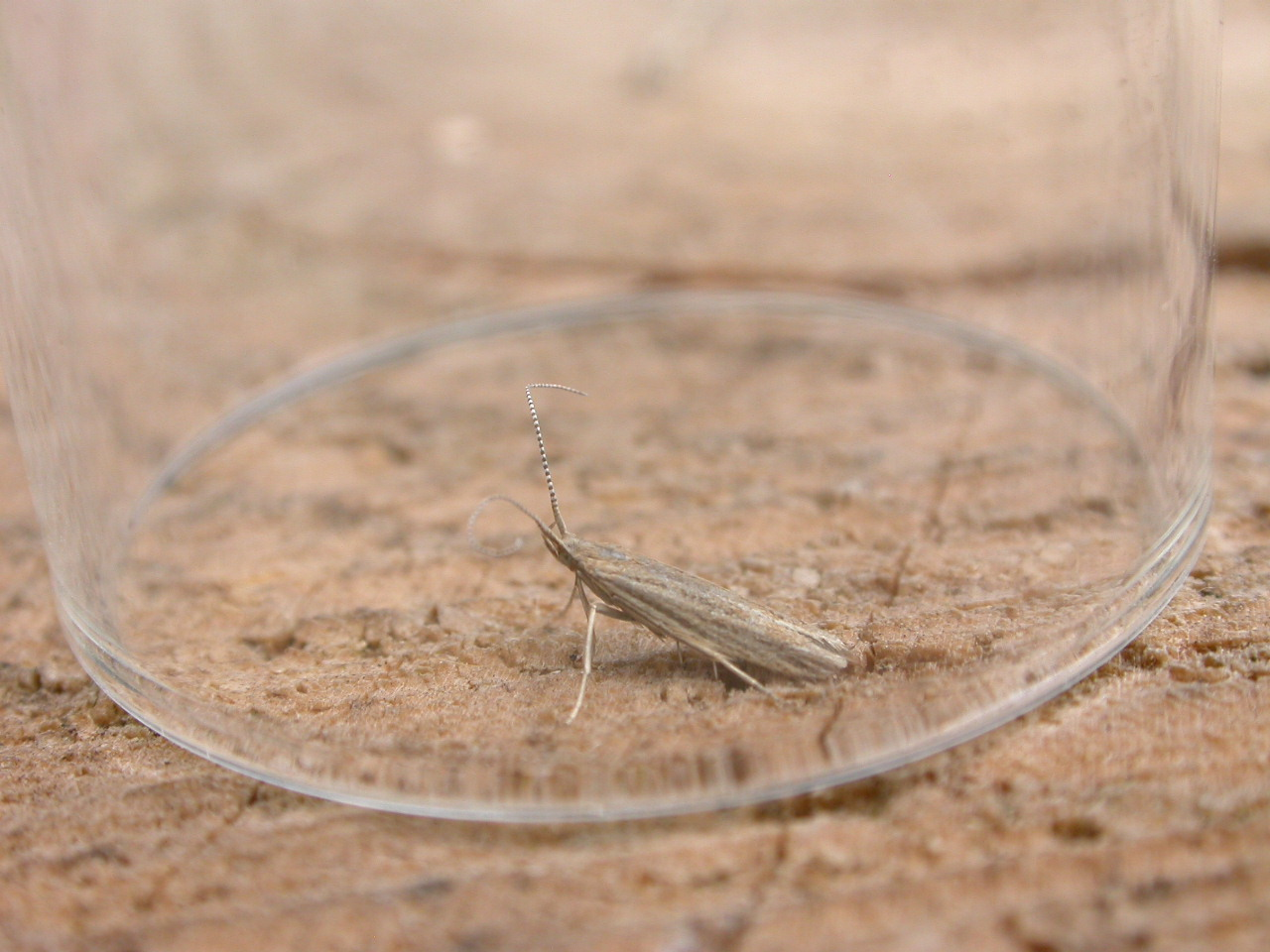